# ヴァルディゼール (競走馬)
ヴァルディゼール（欧字名:Val d'Isere、2016年4月1日 - ）は、日本の競走馬。主な勝ち鞍に2019年のシンザン記念。
馬名の意味は「フランスの地名でスキーリゾート地。母名より連想」。

## 戦績
2016年4月1日、北海道安平町のノーザンファームで誕生。一口馬主法人「G1サラブレッドクラブ」より総額2,000万円（1口50万円×40口）で募集された。育成はノーザンファーム空港牧場のB2厩舎で行われ、当時から小柄でカイ食いも細かったが、気性は素直で動きの良さも目立っていた。
栗東・渡辺薫彦厩舎に入厩し、2018年11月10日の新馬戦（京都芝1600m）でデビューし、北村友一とのコンビで2着に3馬身差を付けて快勝。年内は1戦のみで終え、年明けのシンザン記念で重賞に初挑戦。中団のインで脚を溜めると、直線でも内を突いて抜け出して2着マイネルフラップの追撃をクビ差退けて優勝。渡辺師にとっては開業4年目での重賞初制覇となった。このあと4月13日のアーリントンカップは8着、5月5日のNHKマイルカップは6着に終わる。秋に入り、カシオペアステークスでも13着と大敗しこの年を終える。
2020年初戦となった洛陽ステークスでは中団追走から直線で鋭く脚を伸ばすと最後はカリビアンゴールドに1馬身差をつけ1年ぶりの勝利を挙げる。その後は勝ちきれないレースが続き、11月1日のカシオペアステークス12着を最後に12月11日付で競走馬登録を抹消し、現役を引退した。引退後は北海道苫小牧市のノーザンファーム空港牧場で乗馬となる。

## 競走成績
以下の内容はnetkeiba.comの情報に基づく。
| 競走日     | 競馬場 | 競走名        | 格   | 距離（馬場）  | 頭 数 | 枠 番 | 馬 番 | オッズ （人気） | 着順 | タイム （上がり3F） | 着差 | 騎手          | 斤量 [kg] | 1着馬（2着馬）         | 馬体重 [kg] |
| ---------- | ------ | ------------- | ---- | ------------- | ----- | ----- | ----- | --------------- | ---- | ------------------- | ---- | ------------- | --------- | ---------------------- | ----------- |
| 2018.11.10 | 京都   | 2歳新馬       |      | 芝1600m（稍） | 11    | 7     | 9     | 002.50（1人）   | 01着 | R1:36.4（34.8）     | -0.5 | 0北村友一     | 55        | （マレシャル）         | 444         |
| 2019.01.06 | 京都   | シンザン記念  | GIII | 芝1600m（良） | 12    | 2     | 2     | 006.80（4人）   | 01着 | R1:35.7（35.3）     | -0.0 | 0北村友一     | 56        | （マイネルフラップ）   | 444         |
| 0000.04.13 | 阪神   | アーリントンC | GIII | 芝1600m（良） | 18    | 2     | 3     | 004.40（2人）   | 08着 | R1:34.4（34.1）     | -0.2 | 0北村友一     | 56        | イベリス               | 450         |
| 0000.05.05 | 東京   | NHKマイルC    | GI   | 芝1600m（良） | 18    | 4     | 8     | 050.10（8人）   | 06着 | R1:32.8（34.0）     | -0.4 | 0北村友一     | 57        | アドマイヤマーズ       | 446         |
| 0000.10.27 | 京都   | カシオペアS   | L    | 芝1800m（良） | 17    | 8     | 17    | 004.90（2人）   | 13着 | R1:48.9（36.6）     | -1.4 | 0A.シュタルケ | 54        | テリトーリアル         | 446         |
| 2020.02.15 | 京都   | 洛陽S         | L    | 芝1600m（稍） | 13    | 5     | 7     | 005.70（3人）   | 01着 | R1:34.2（34.6）     | -0.2 | 0北村友一     | 56        | （カリビアンゴールド） | 462         |
| 0000.04.26 | 京都   | マイラーズC   | GII  | 芝1600m（良） | 11    | 7     | 10    | 005.90（3人）   | 05着 | R1:33.2（33.4）     | -0.8 | 0北村友一     | 56        | インディチャンプ       | 462         |
| 0000.05.16 | 京都   | 都大路S       | L    | 芝1800m（重） | 14    | 1     | 1     | 005.50（3人）   | 11着 | R1:49.7（36.4）     | -1.5 | 0北村友一     | 57        | ベステンダンク         | 466         |
| 0000.11.01 | 京都   | カシオペアS   | L    | 芝1800m（良） | 18    | 7     | 13    | 017.40（5人）   | 12着 | R1:46.9（35.0）     | -0.8 | 0藤岡佑介     | 57        | ランブリングアレー     | 464         |

## 血統表
| ヴァルディゼールの血統      | ヴァルディゼールの血統                                                            | ヴァルディゼールの血統                                                            | （血統表の出典）                                                                  | （血統表の出典）  |
| 父系                        | キングマンボ系（レイズアネイティヴ系）                                            | キングマンボ系（レイズアネイティヴ系）                                            | キングマンボ系（レイズアネイティヴ系）                                            | [ § 2 ]           |
| 父 ロードカナロア 2008 鹿毛 | 父の父キングカメハメハ 2001 鹿毛                                                  | Kingmambo                                                                         | Mr.Prospector                                                                     | Mr.Prospector     |
| 父 ロードカナロア 2008 鹿毛 | 父の父キングカメハメハ 2001 鹿毛                                                  | Kingmambo                                                                         | Miesque                                                                           |                   |
| 父 ロードカナロア 2008 鹿毛 | 父の父キングカメハメハ 2001 鹿毛                                                  | *マンファス                                                                       | *ラストタイクーン                                                                 | *ラストタイクーン |
| 父 ロードカナロア 2008 鹿毛 | 父の父キングカメハメハ 2001 鹿毛                                                  | *マンファス                                                                       | Pilot Bird                                                                        |                   |
| 父 ロードカナロア 2008 鹿毛 | 父の母レディブラッサム 1996 鹿毛                                                  | Storm Cat                                                                         | Storm Bird                                                                        | Storm Bird        |
| 父 ロードカナロア 2008 鹿毛 | 父の母レディブラッサム 1996 鹿毛                                                  | Storm Cat                                                                         | Terlingua                                                                         |                   |
| 父 ロードカナロア 2008 鹿毛 | 父の母レディブラッサム 1996 鹿毛                                                  | *サラトガデュー                                                                   | Cormorant                                                                         | Cormorant         |
| 父 ロードカナロア 2008 鹿毛 | 父の母レディブラッサム 1996 鹿毛                                                  | *サラトガデュー                                                                   | Super Luna                                                                        |                   |
| 母 ファーゴ 2009 栗毛       | 母の父ハーツクライ 2001 鹿毛                                                      | *サンデーサイレンス                                                               | Halo                                                                              | Halo              |
| 母 ファーゴ 2009 栗毛       | 母の父ハーツクライ 2001 鹿毛                                                      | *サンデーサイレンス                                                               | Wishing Well                                                                      |                   |
| 母 ファーゴ 2009 栗毛       | 母の父ハーツクライ 2001 鹿毛                                                      | アイリッシュダンス                                                                | *トニービン                                                                       | *トニービン       |
| 母 ファーゴ 2009 栗毛       | 母の父ハーツクライ 2001 鹿毛                                                      | アイリッシュダンス                                                                | *ビユーパーダンス                                                                 |                   |
| 母 ファーゴ 2009 栗毛       | 母の母*マチカネササメユキ 1993 栗毛                                               | Woodman                                                                           | Mr. Prospector                                                                    | Mr. Prospector    |
| 母 ファーゴ 2009 栗毛       | 母の母*マチカネササメユキ 1993 栗毛                                               | Woodman                                                                           | *プレイメイト                                                                     |                   |
| 母 ファーゴ 2009 栗毛       | 母の母*マチカネササメユキ 1993 栗毛                                               | Russian Ballet                                                                    | Nijinsky                                                                          | Nijinsky          |
| 母 ファーゴ 2009 栗毛       | 母の母*マチカネササメユキ 1993 栗毛                                               | Russian Ballet                                                                    | Sex Appeal                                                                        |                   |
| 母系(F-No.)                 | Best in Show系(FN:8-f)                                                            | Best in Show系(FN:8-f)                                                            | Best in Show系(FN:8-f)                                                            | [ § 3 ]           |
| 5代内の近親交配             | Mr.Prospector4×4＝12.50%、Northern Dancer5×5＝6.25%、Buckpasser5･5（母内）＝6.25% | Mr.Prospector4×4＝12.50%、Northern Dancer5×5＝6.25%、Buckpasser5･5（母内）＝6.25% | Mr.Prospector4×4＝12.50%、Northern Dancer5×5＝6.25%、Buckpasser5･5（母内）＝6.25% | [ § 4 ]           |
| 出典                        | 1. 2. 3. 4.                                                                       | 1. 2. 3. 4.                                                                       | 1. 2. 3. 4.                                                                       | 1. 2. 3. 4.       |

- 母ファーゴは現役時代に中央で3勝[11]。
- 4代母Sex Appealの子孫にはアーモンドアイなど活躍馬多数。